# Gerharda Matthijssen

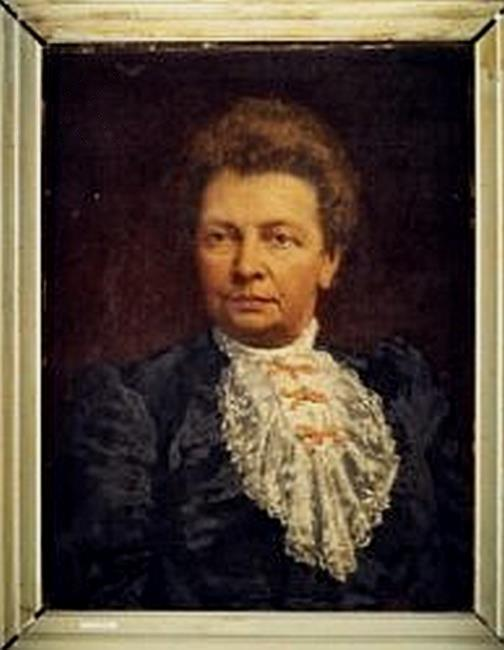
Gerharda Matthijssen, 1890

Gerharda Henriëtte Matthijssen (* 19. Oktober 1830 in Leeuwarden; † 23. Dezember 1907 in Amsterdam) war eine niederländische Malerin, Fotografin und Galeristin.

## Leben und Werk

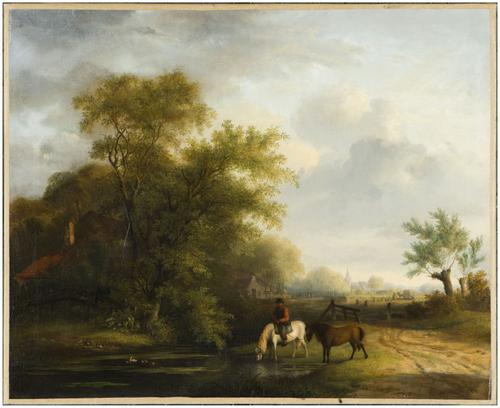
Landschaft, 1855

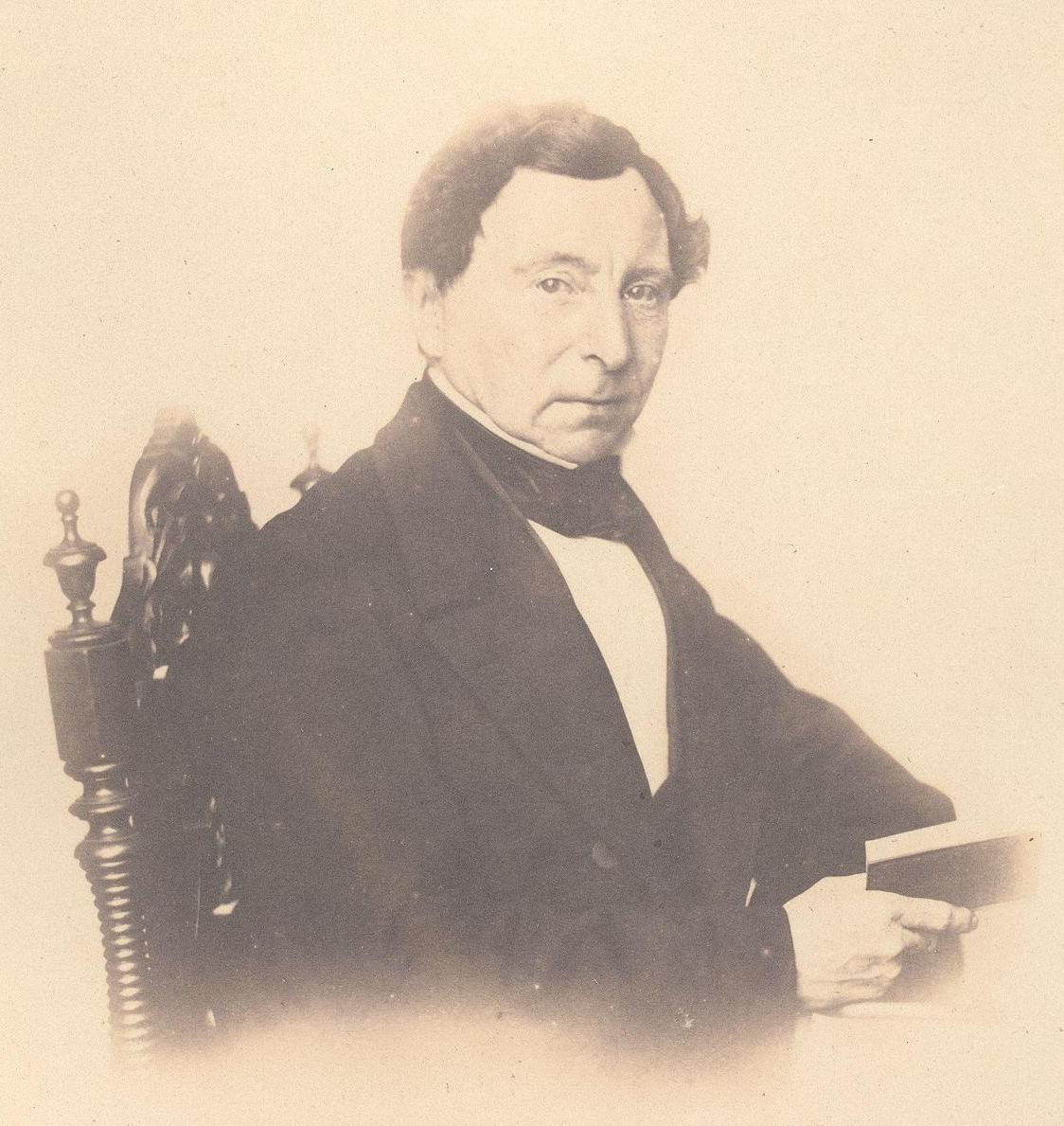
Fotografie von Jan Gerhardus Ottema, 1867–1878

Gerharda Matthijssen wurde am 19. Oktober 1830 in Leeuwarden geboren. Ihr Vater war der Maler, Zeichner und Lithograf Jan Hendrik Matthijssen (1777–1855). Sie hatte sieben Brüder und Schwestern. An ihrer ersten Ausstellung nahm sie teil, als sie sechzehnten Jahre alt war. Sie reichte vier Gemälde zur Ausstellung Levende Meester in Leeuwarden ein. Sie soll danach vorübergehend in Amsterdam gelebt haben, evtl. hat sie dort eine Ausbildung bekommen. Sie nahm danach weiter an Ausstellungen teil. Ab etwa 1860, möglicherweise schon früher, unterrichtete sie auch Zeichnen. Sie war auch ab dem Ende der 1860er Jahre als Fotografin tätig und führte ein professionelles Atelier. Damit gehört sie zu den ersten professionellen Fotografinnen der Niederlande. Dieses „Atelier für Damenfotografie“ bot auch Frauen die Möglichkeit Unterricht in Fotografie zu erhalten. Es wurde schon kurz darauf in ein angrenzendes Gebäude in der Sint Jacobsstraat verlegt.  1877 bestieg sie den Nieuwetoren und machte eine Reihe von Aufnahmen der Stadt „aus der Vogelperspektive“.

### Ausstellung von Kunsthandwerk von Frauen 1878
Bekannt wurde Matthijssen auch durch die Organisation einer Ausstellung, die die Arbeit von Frauen im Industriesektor hervorheben sollte. Sie begann mit der Organisation der Ausstellung 1877. Obwohl eine solche Ausstellung bereits auf städtischer Ebene 1871 in Delft organisiert worden war, handelte es sich hierbei um die erste nationale Ausstellung von Kunsthandwerk von Frauen. Die Ausstellung fand im Juni und Juli 1878 in der Reitschule in Leeuwarden statt. Gezeigt wurden dreitausend Beiträge, darunter Werke von Anna Maria van Schurman. Auch das Medizindiplom von Aletta Jacobs wurde ausgestellt. Die Ausstellung fand national und international große Resonanz.
Die Ausstellung besuchte auch König Wilhelm III. Matthijssen überreichte ihm ein Fotoalbum mit ihren Werken. Ab 1878 unterhielt sie eine Kunstgalerie in Leeuwarden. Diese Galerie, in der sie unter anderem Werke der Brüder Theo und Antoon Molkenboer zeigte, behielt sie bis zum Beginn des 20. Jahrhunderts.
1904 zog Gerharda Matthijssen nach Amsterdam, wo sie am 23. Dezember 1907 starb. Die von Matthijssen organisierte Ausstellung wurde 1908 von Johanna Naber in einer Retrospektive als Vorläufer der bekannteren Nationale Tentoonstelling van Vrouwenarbeid von 1898 erwähnt.